# Oleksij Pryhorow
Oleksij Wiktorowytsch Pryhorow (ukrainisch Олексій Вікторович Пригоров, wiss. Transliteration Oleksij Viktorovyč Pryhorov; * 25. Juni 1987 in Charkiw) ist ein ukrainischer Wasserspringer. Er startet in der Disziplin Kunstspringen in Einzel- und zusammen mit Illja Kwascha in Synchronwettbewerben.
Pryhorow gewann bei den Olympischen Spielen 2008 in Peking im 3-m-Synchronwettbewerb die Bronzemedaille. Es war zugleich seine erste internationale Medaille. Bei den Europameisterschaften 2009 in Turin und 2010 in Budapest gewann er mit Kwascha jeweils die Goldmedaille. Bei den Weltmeisterschaften 2011 in Shanghai erreichte er mit Oleksandr Horschkowosow, der den verletzten Kwascha ersetzte, Rang sechs.